# Forever (bài hát của Charli XCX)
"Forever" là một bài hát được sáng tác và thu âm bởi nữ ca sĩ người Anh Charli XCX nằm trong album phòng thu thứ tư của cô, How I'm Feeling Now (2020). Bài hát đã đồng sản xuất với A. G. Cook và BJ Burton, được hãng đĩa Atlantic phát hành vào ngày 9 tháng 4 năm 2024 dưới dạng đĩa đơn mở đường cho album. "Forever" là một bản nhạc thuộc các thể loại pop, synth-pop,psychedelic, lấy cảm hứng từ hai dòng nhạc dark wave và điện tử.

## Bối cảnh và phát hành
Vào ngày 7 tháng 4 năm 2024, Charli XCX đã đăng tải những đoạn nhạc ngắn của "Forever" trên mạng xã hội. Ngày hôm sau đó, cô chia sẻ ba tấm hình của cô, được chụp bởi người bạn trai lúc bấy giờ là Huck Kwong, trên các nền tảng Instagram và Twitter, đồng thời hỏi ý kiến người hâm mộ tấm nào nên được chọn làm bìa cho đĩa. Đến ngày 9 tháng 4 năm 2024, Charli cho biết rằng "Forever" sẽ được phát hành vào lúc 11:30 sáng (múi giờ PST) và được công chiếu trên đài BBC Radio 1. Cô cũng công bố ba bìa chính thức cho đĩa. Một bản được tạo nên từ nghệ sĩ người Mỹ Seth Bogart và được dùng trên Spotify; một bản bởi nghệ sĩ người Pháp Regards Coupables, dùng trên YouTube, Amazon Music và Deezer; bản còn lại được thiết kế bởi nữ ca sĩ người Mỹ Caroline Polachek, dùng cho Apple Music. Video ca nhạc chính thức cho "Forever", quy tụ về các video clip của cộng đồng người hâm mộ, đã được phát hành vào ngày 17 tháng 4 năm 2020.

## Nhạc và lời
"Forever" được Charli đồng sáng tác với A. G. Cook và BJ Burton, đây cũng là hai người đã sản xuất cho ca khúc. Bài hát dài khoảng 4 phút và 3 giây. Bài hát được xếp vào các thể loại pop, psychedelic, và synth-pop mà chịu ảnh hưởng từ hai dòng nhạc dark wave và electronic. Ca khúc cũng mang đến "những con beat lo-fi và âm synth chói lóa" với việc Charli hát về "một tình yêu vĩnh cửu mà sẽ trường tồn dù cho mối quan hệ của [họ] có dần phai mờ hay họ chưa thể ở bên nhau một cách trực tiếp".

## Đánh giá chuyên môn
Trey Alston từ MTV gọi bài hát như một "bản ballad máy móc" nói về "sự yêu thương tuyệt đối, cho đến mức độ cơ học nhất", đồng thời viết rằng "nếu những chiếc máy nướng bánh mì lắng nghe được những bài hát khi chúng làm tình, [bài hát này] sẽ nằm trong danh sách phát nhạc của chúng". Alston mô tả đoạn mở đầu của bài hát nghe thật 'gay gắt với những âm synth sùng sục [chuyển hóa] thành một cơn đau họng tương đối êm dịu hơn của một con cyborg đang làm hết sức có thể để bắt chước một kẻ si tình". Justin Curto từ Vulture cho rằng bài hát thật "nhạt nhòa" và "khá là nghịch tai", mà sẽ "rất phù hợp nếu là bài hát cuối cùng nằm trong Charli". Lake Schatz của tạp chí Consequence of Sound mô tả bài hát là một "bản nhạc đầy cảm xúc", "[đối mặt] với những vấn đề về sự gắn bó — đặc biệt là trong thời gian còn đang cách ly xã hội". Jem Aswad của tờ Variety gọi giai điệu của bài hát là "không thể quên được", và đồng thời nhắc đến "những âm hưởng synthesizer vang vọng" mang tính đặc trưng của Cook và cách Charli sử dụng công cụ Auto-Tune như một "nhạc cụ thay vì được dùng để hiệu chỉnh cao độ". Michael Love Michael của Paper, cho rằng lời nhắn nhủ của bài hát là về việc "ôn lại những khoảnh khắc tươi đẹp với người cũ", và trong khi Charli "đang hát về tương lai phía trước, phần sản xuất và cảm xúc tổng thể của 'Forever' nghe chẳng thể nào gần gũi hơn". James từ tạp chí Stereogum mô tả ca khúc là "ngốc nghếch và điên cuồng một cách hoàn hảo", "một thứ nghe có vẻ ngắn ngủi nhưng cảm giác nó sẽ trường tồn đến mãi mãi". James cũng cho rằng "chẳng có gì cẩu thả" về ca khúc, viết rằng lời bài hát viết về một "mảnh đời của thực tại nhỏ bé mà chúng ta đang trải nghiệm: bị kẹt lại gần một người mà ta quan tâm". Trong danh sách cuối năm của mình, Pitchfork đã vinh danh "forever" là một trong những bài ca xuất sắc nhất năm 2020.

## Credits and personnel
Credits adapted from Tidal.
- Charli XCX – vocals, songwriting, backing vocals
- A. G. Cook – production, songwriting, drum programming, programming, synthesizer, vocal production, xylophone
- BJ Burton – production, songwriting, drum programming, programming, synthesizer, vocal production
- Geoff Swan – mixing
- Stuart Hawkes – mastering
- Niko Battistini – assistant mix engineer

## Charts
| Chart (2020)                   | Peak position |
| ------------------------------ | ------------- |
| New Zealand Hot Singles (RMNZ) | 38            |

## Release history
| Region    | Date          | Format                     | Label    | Ref.   |
| --------- | ------------- | -------------------------- | -------- | ------ |
| Various   | 9 April 2020  | Digital download streaming | Atlantic | [ 24 ] |
| Australia | 13 April 2020 | Contemporary hit radio     | Warner   | [ 25 ] |

## References
1. ↑  “Listen to Charli XCX's New Song "forever"”. Pitchfork. 9 tháng 4 năm 2020. Truy cập 9 Tháng tư năm 2020.
2. ↑  Tom Skinner (7 tháng 4 năm 2020). “Listen to a clip of Charli XCX's new song 'Forever' from upcoming quarantine album”. NME. Truy cập 8 Tháng tư năm 2020.
3. ↑  @charli_xcx (9 tháng 4 năm 2020). “💓 FOREVER DROPS AT 7.30PM BST/11:30AM PST PREMIERING AS HOTTEST RECORD ON @ANNIEMAC ON @BBCR1!!!!! ARTWORK BY @SETHBOGARTOK!!! 2 MORE OFFICIAL ARTWORKS TO COME LATER IN THE DAY 💓 THANK YOU FOR HELPING ME CREATE THE FIRST SONG FROM "HOW I'M FEELING NOW" 💓” (Tweet). Truy cập 9 Tháng tư năm 2020 – qua Twitter.
4. ↑  @charli_xcx (8 tháng 4 năm 2020). “fyi i am making multiple official artworks for every song I release before the album, maybe even multiple album covers too. the "forever" artwork will be based of the photo we selected together and will be visually interpreted by @SethBogartOK @carolineplz and @regardscoupable 💓” (Tweet). Truy cập 9 Tháng tư năm 2020 – qua Twitter.
5. ↑  “forever - Single by Charli XCX on Amazon Music”. Amazon Music. Truy cập 10 Tháng tư năm 2020.,
6. ↑  “forever - Charli XCX - Deezer”. Deezer. 9 tháng 4 năm 2020. Truy cập 14 Tháng tư năm 2020.
7. ↑  Shaffer, Claire (17 tháng 4 năm 2020). “Charli XCX's 'Forever' Video Is a Shining Document of Quarantine Life”. Rolling Stone. Truy cập 18 Tháng tư năm 2020.
8. ↑  “forever - Single by Charli XCX on Spotify”. Spotify. Truy cập 9 Tháng tư năm 2020.
9. ↑  “Charli XCX Shares 'Forever' From Upcoming Quarantine Album”. Spin. 9 tháng 4 năm 2020.
10. ↑  Pollard, Alexandra (15 tháng 5 năm 2020). “Charli XCX review, How I'm Feeling Now: A brash, adventurous lockdown album”. The Independent. Lưu trữ bản gốc 18 tháng Năm năm 2020. Truy cập 15 tháng Năm năm 2020.
11. ↑  “Charli XCX Returns to the Raves on "Forever," The First Track From how i'm feeling now”. pastemagazine.com. 9 tháng 4 năm 2020.
12. ↑  “Charli XCX - Forever”. 9 tháng 4 năm 2020.
13. ↑  Leung, Gabrielle (9 tháng 4 năm 2020). “Charli XCX Drops Lovestruck "Forever" Single Recorded in Quarantine”. Hyperbeast. Truy cập 11 Tháng tư năm 2020.
14. ↑  Cooper, Marcus (9 tháng 4 năm 2020). “Charli XCX Loves You 'Forever' (Even While Social Distancing) in New Single”. Billboard. Truy cập 11 Tháng tư năm 2020.
15. ↑  Alston, Trey. “Charli XCX's First Song She Made In Quarantine Is Here — And It's Wild”. MTV News. Bản gốc lưu trữ 11 Tháng tư năm 2020. Truy cập 11 Tháng tư năm 2020.
16. ↑  Curto, Justin (9 tháng 4 năm 2020). “And on the Third Day, Charli XCX Dropped Her Quarantine Single”. Vulture. Truy cập 11 Tháng tư năm 2020.
17. ↑  Schatz, Lake (9 tháng 4 năm 2020). “Charli XCX delivers new song "Forever" from quarantine: Stream”. Consequence of Sound. Truy cập 11 Tháng tư năm 2020.
18. ↑  Aswad, Jem (9 tháng 4 năm 2020). “Charli XCX Drops New Song, 'Forever,' From Forthcoming Quarantine Album (Listen)”. Variety. Truy cập 11 Tháng tư năm 2020.
19. ↑  Michael, Michael Love (10 tháng 4 năm 2020). “Bops Only: 10 Songs You Need to Start Your Weekend Right”. PAPER. Truy cập 11 Tháng tư năm 2020.
20. ↑  James (10 tháng 4 năm 2020). “The 5 Best Songs Of The Week”. Stereogum. Truy cập 11 Tháng tư năm 2020.
21. ↑  “The 100 Best Songs of 2020”. Pitchfork. 7 tháng 12 năm 2020. Truy cập 7 Tháng mười hai năm 2020.
22. ↑  “Credits / forever / Charli XCX – TIDAL”. Tidal (service). 9 tháng 4 năm 2020. Truy cập 10 Tháng tư năm 2020.
23. ↑  “NZ Hot Singles Chart”. Recorded Music NZ. 20 tháng 4 năm 2020. Truy cập 18 Tháng tư năm 2020.
24. ↑  “forever - Single by Charli XCX on Apple Music”. Apple Music. Bản gốc lưu trữ 10 Tháng tư năm 2020. Truy cập 9 Tháng tư năm 2020.
25. ↑  “Singles to Radio”. The Music Network. Truy cập 13 Tháng tư năm 2020.